# Templo de Nuestra Señora del Carmen (Guadalajara, Jalisco)
El Templo de Nuestra Señora del Carmen es un edificio católico ubicado en el centro histórico de la ciudad de Guadalajara, en el estado de Jalisco, México. No se conoce la fecha exacta de su construcción, sin embargo, se sabe que fue erigida como parte del conjunto conventual de la Orden de los Carmelitas Descalzos, cuya construcción finalizó en el año de 1758.

## Sobre el templo
Los frailes Blas de San Ambrosio y Feliciano de San José de la Orden de los Carmelitas Descalzos de Teresa de Ávila supervisaron la construcción del templo, de la cual se encargó Juan Bautista de la Mora. De 1820 a 1850 fue renovado el edificio, volviéndose un lugar “muy preferido de las familias más aristocráticas”, ya que contaba con una amplia huerta abierta a todo aquel que deseara pasear por los amplios jardines.
En el texto Recuerdos del Carmen de Guadalajara, publicado en 1864, se menciona que el magnífico y bello templo, dedicado a la Virgen del Carmelo, sobresalía por poético y elegante; que contaba con 50 varas de longitud -repartidas en cinco simétricas bóvedas- y 12 varas de latitud. El cronista Fray Luis del Refugio anotó sobre su fachada que "estaba revestida con columnas salomónicas (incrustadas) revestidas de follaje, repartidas en dos cuerpos. En los cuatro intercolumnios estaban puestos cuatro santos carmelitas de cantera, medianos y toscos"
El conjunto conventual sufrió severos daños durante la Guerra de Reforma. En el año de 1861, tras ser suprimida la rama masculina de la orden carmelita, se demolió prácticamente todo su templo, quedando en pie únicamente la capilla de la virgen y parte del convento. En 1874 se reanudó el culto en dicha capilla, misma que fue remozada y adaptada como templo durante las décadas siguientes, hasta su consagración oficial en 1938. Actualmente pertenece a la Parroquia del Sagrario Metropolitano de la Arquidiócesis de Guadalajara.
El exconvento, por otro lado, continuó sufriendo mutilaciones durante el siglo XX, en especial en la década de 1940’s cuando se ampliaron las avenidas de la ciudad durante la gubernatura de José de Jesús González Gallo, como parte de su gran renovación urbana del centro histórico de Guadalajara. No fue sino hasta 1971 que el Gobierno del estado rescató el inmueble y actualmente alberga las oficinas de Secretaría de Cultura de Jalisco.
El interior de la iglesia alberga un importante número de obra pictórica y escultórica que data del siglo XVIII. Destacan las representaciones de la Virgen del Carmen, San José con el niño Jesús, el Profeta Elías, Santa Teresa y San Juan de la Cruz. El templo también cuenta con obra firmada por el pintor Cristóbal de Villalpando, un lienzo de gran formato de La Dolorosa. Misma que fue restaurada en el año de 1997 por José Sol Rosales, según apunta la placa de Fomento Cultural Banamex que la acompaña.
En el exterior del templo se ubica el Jardín del Carmen, un espacio muy concurrido por locales y turistas. El día de la Virgen del Carmen, el 16 de julio, se hace una celebración en dicho recinto. El día 16 de cada mes los feligreses pueden llevar sus escapularios para ser bendecidos.

## Galería

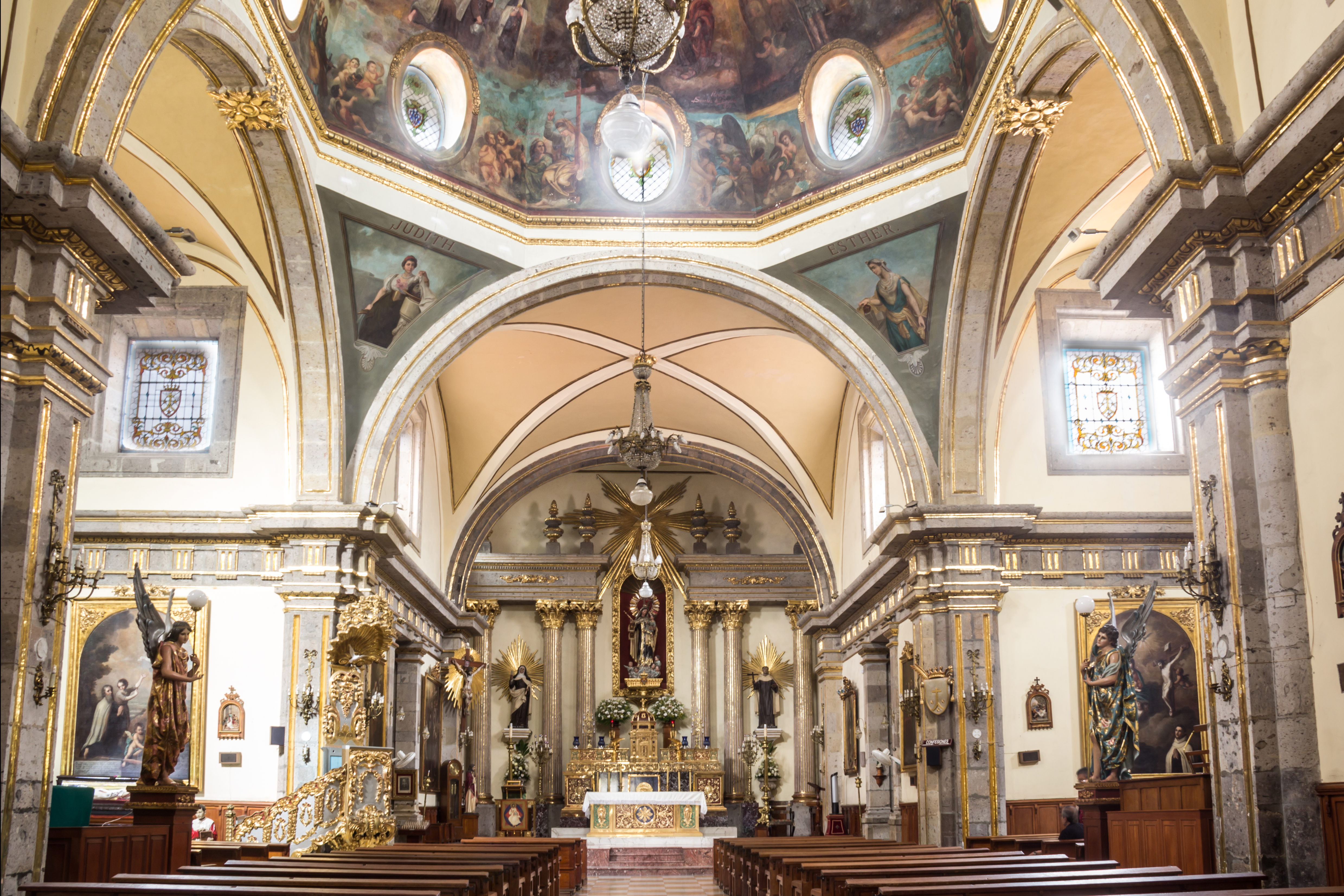
Interior del templo.
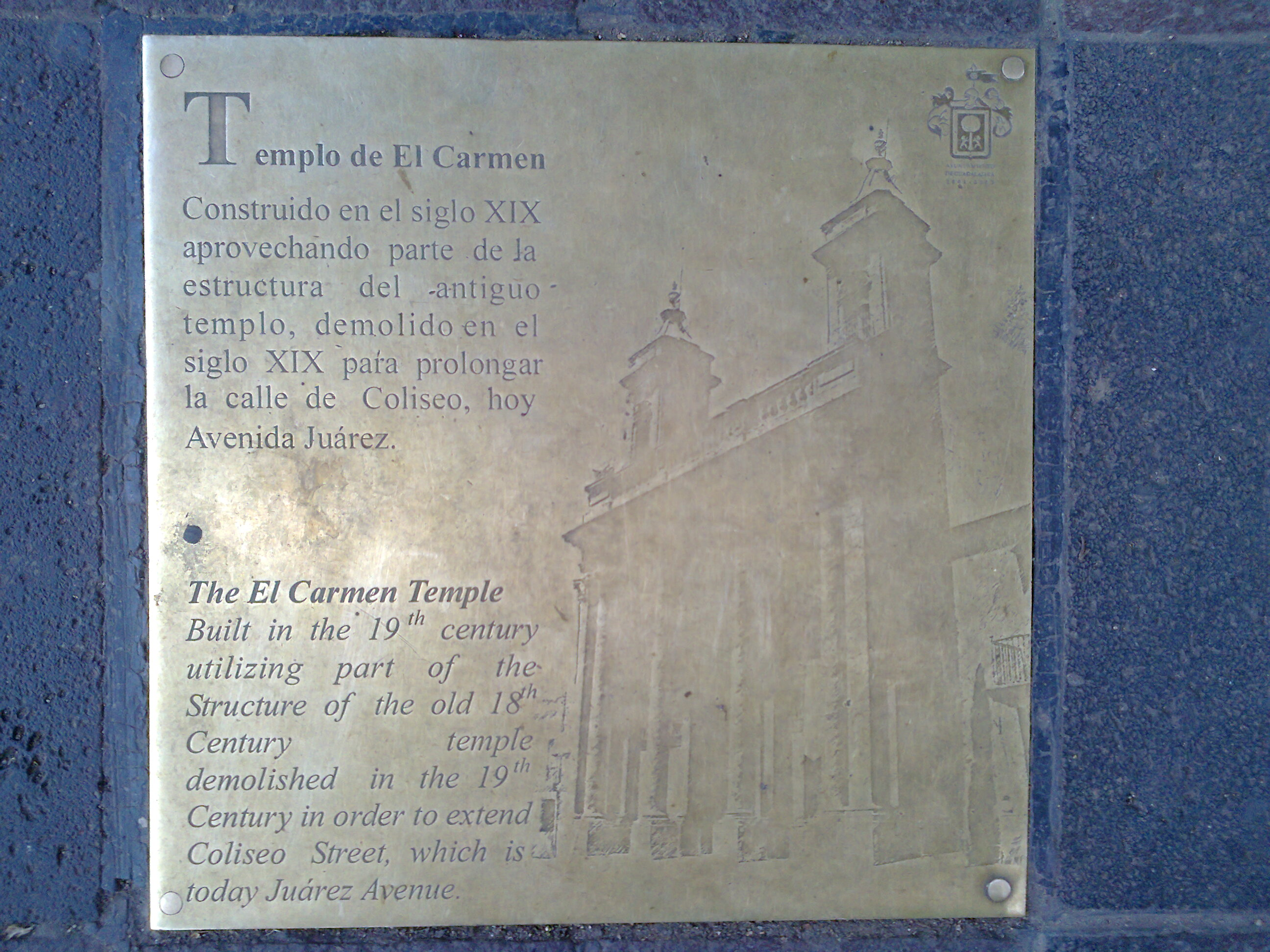
Placa en el templo.
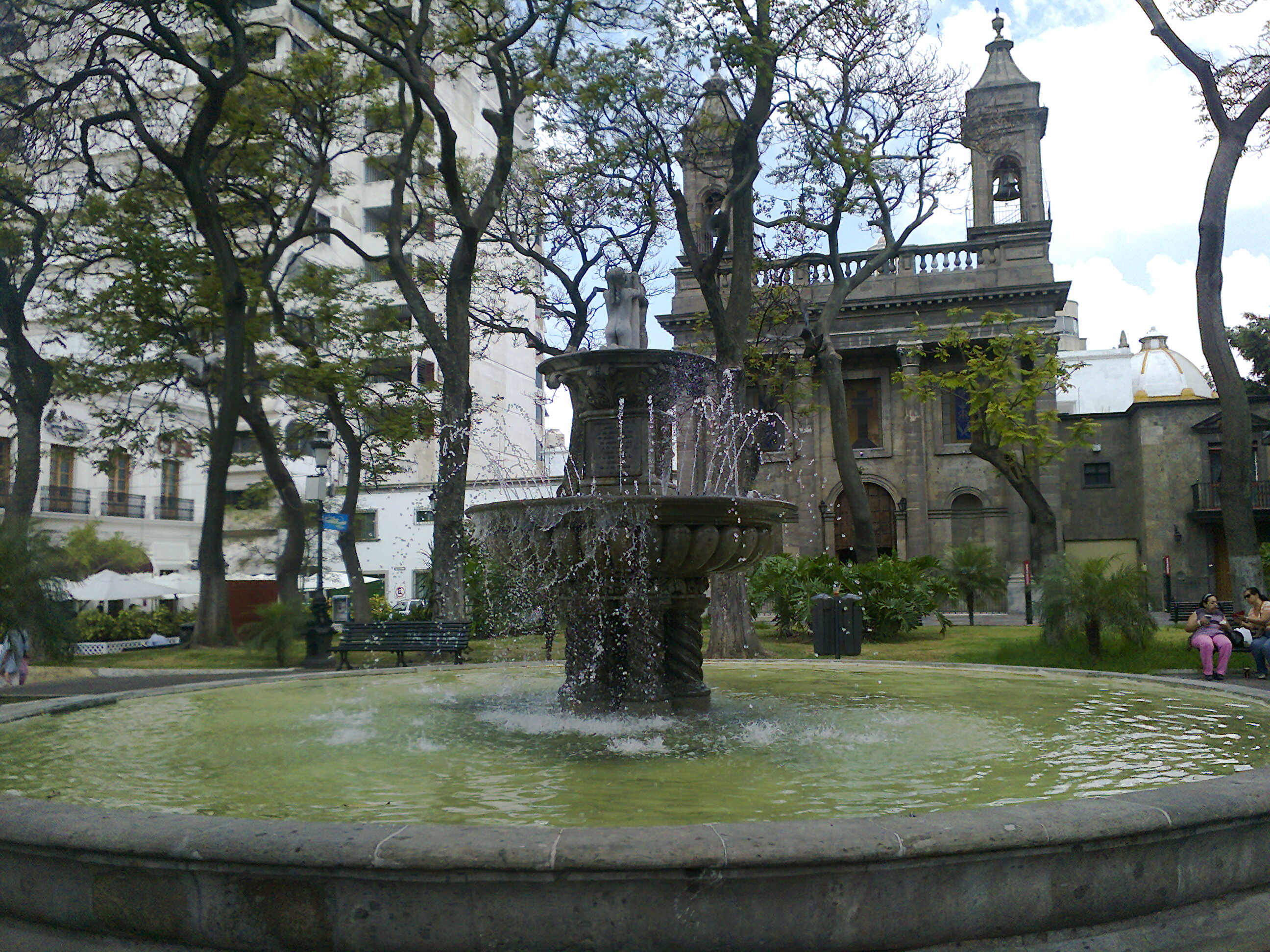
Fuente del jardín.
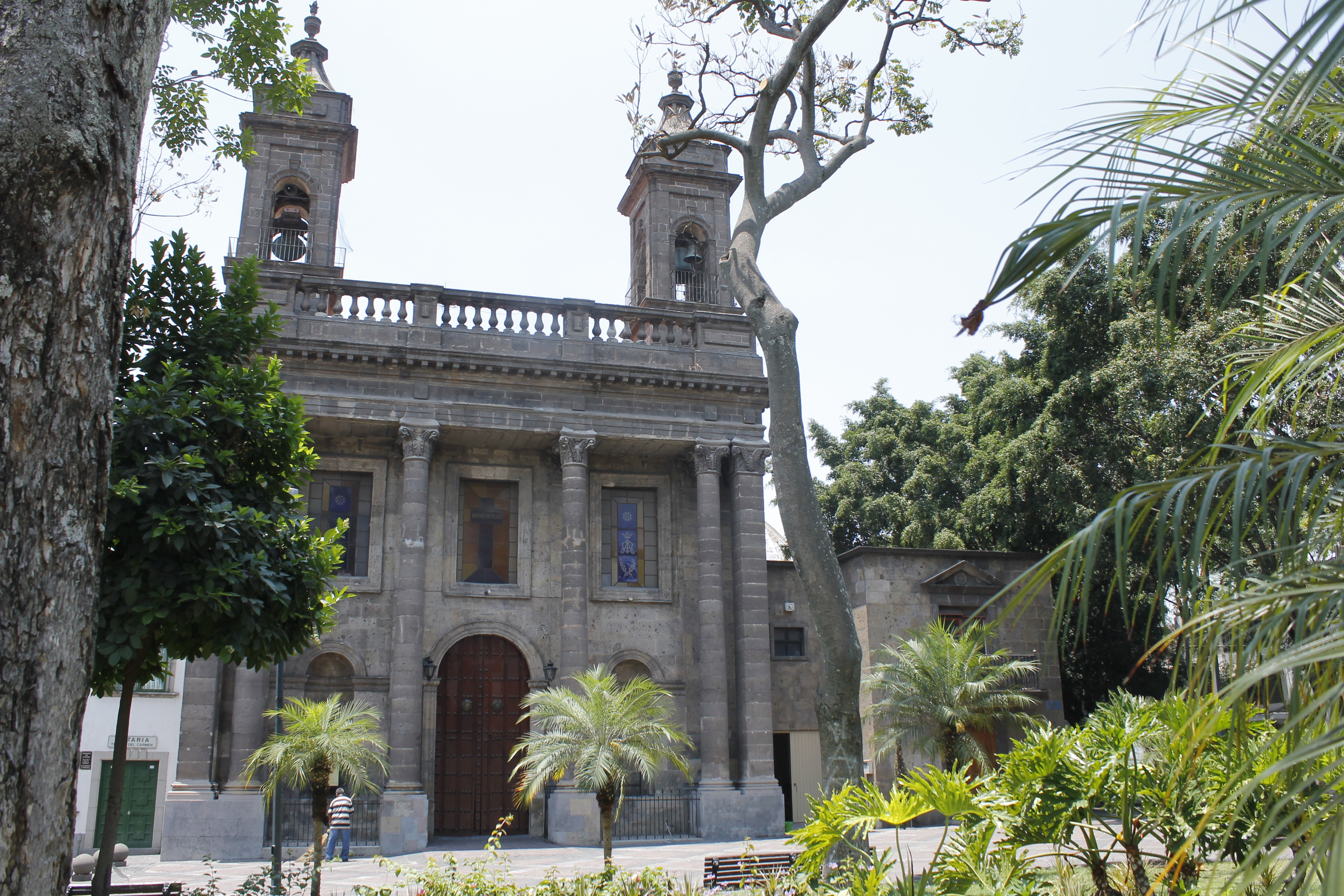
Fachada Templo de Nuestra Señora del Carmen de Guadalajara
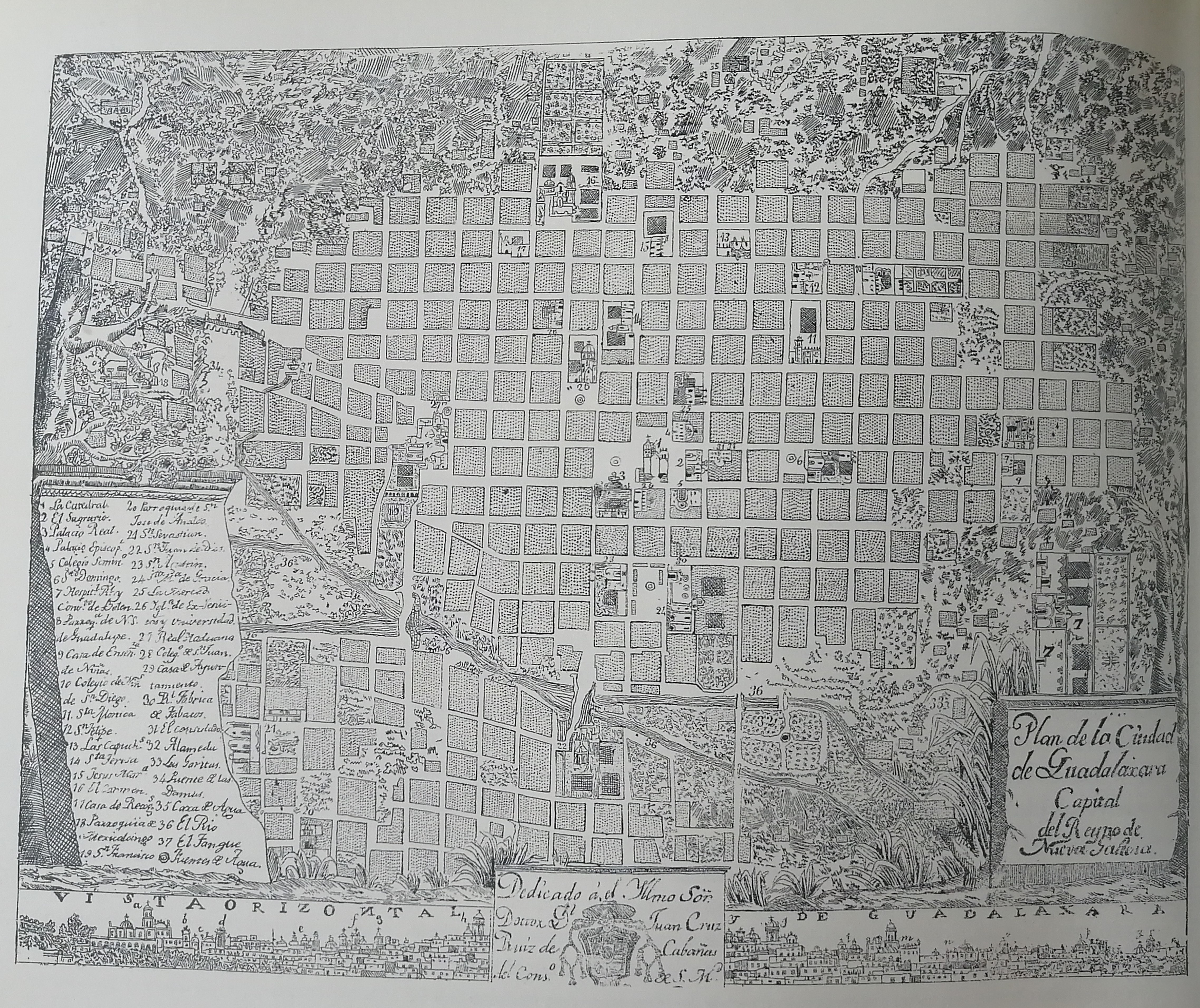
Plano de la ciudad de Guadalajara dedicado al Ilustrísimo Sr. Obispo Don Juan Cruz Ruiz Cabañas, 1800
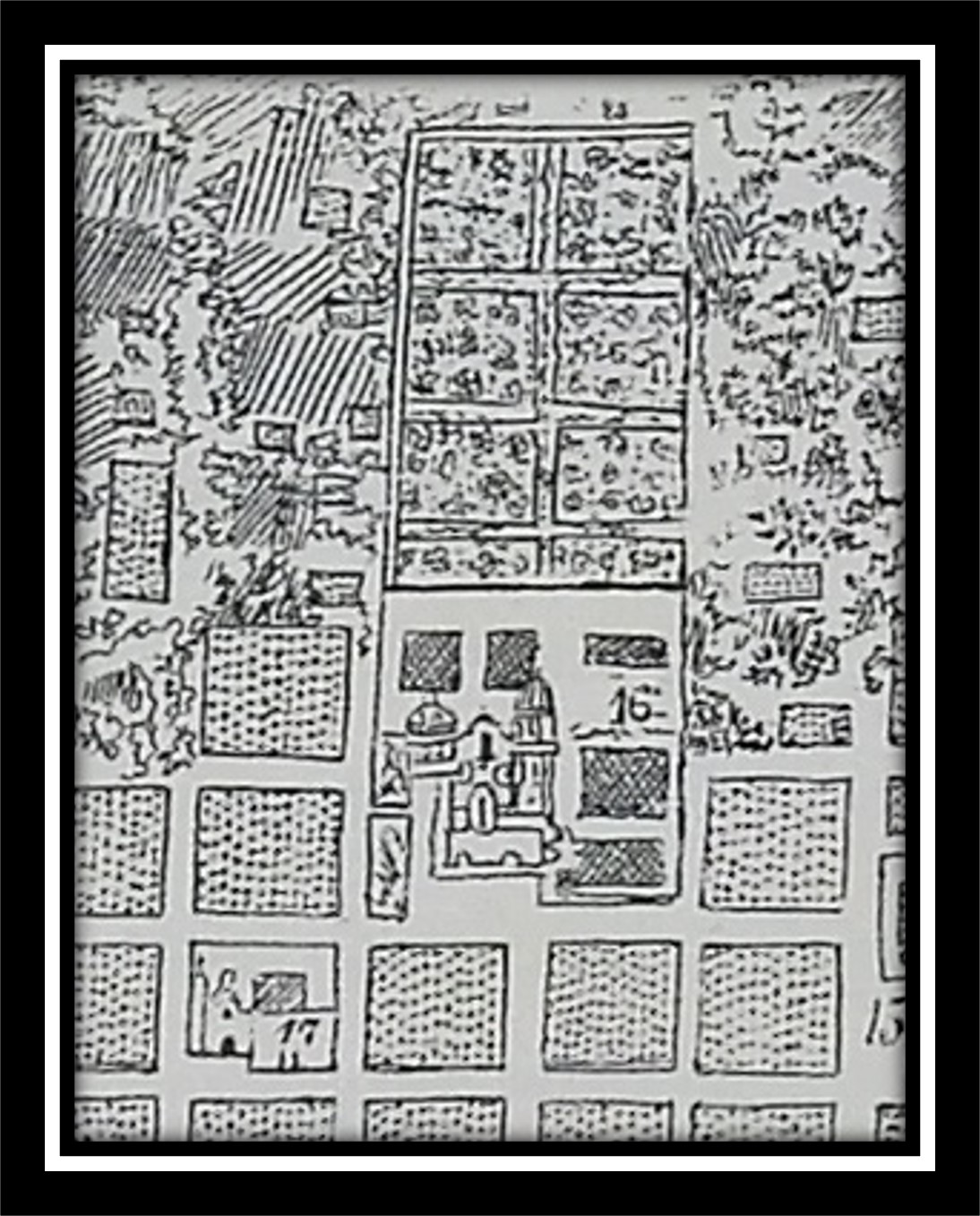
Detalle, conjunto conventual del Carmen de Guadalajara,1800.
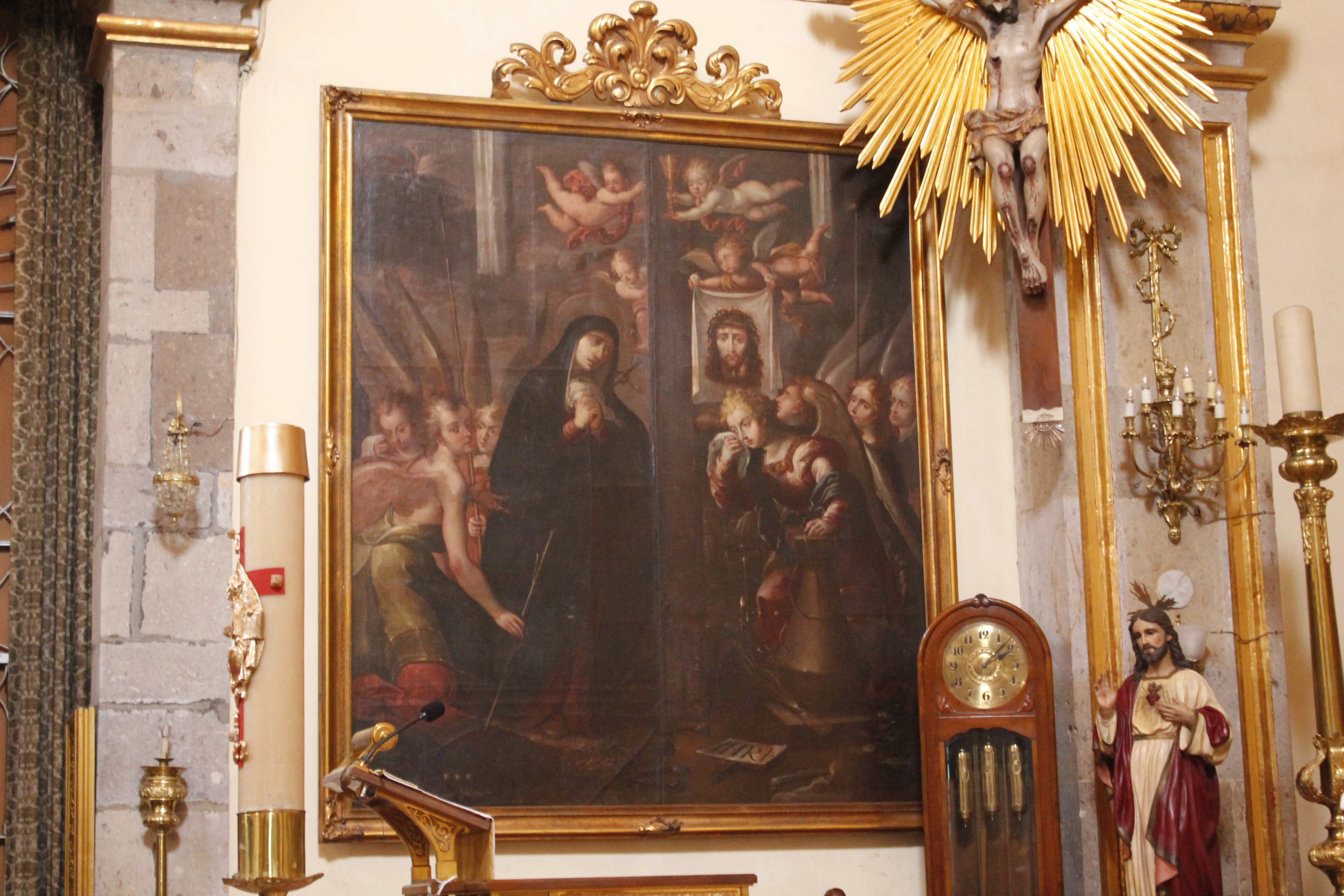
La Dolorosa
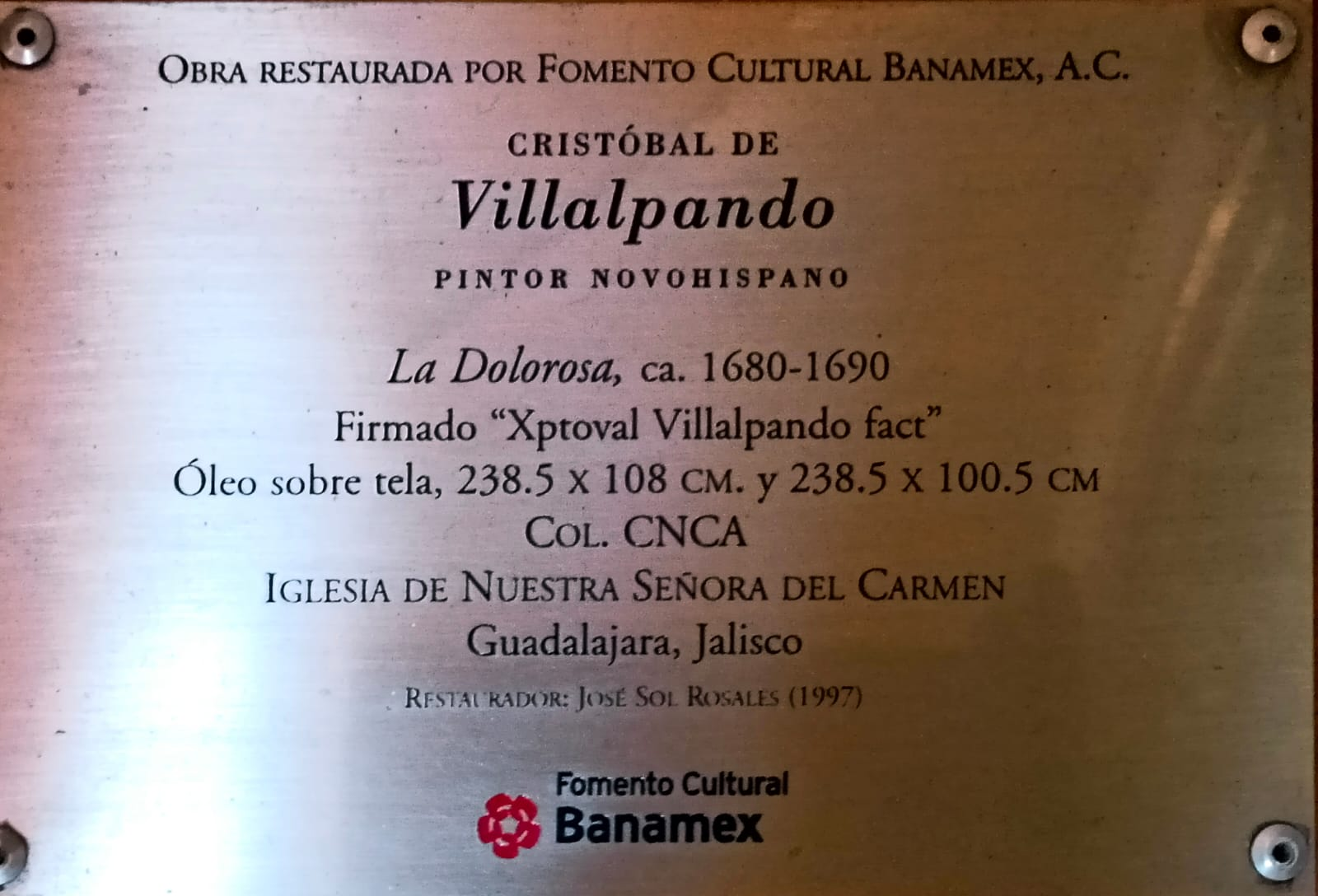
Placa informativa de "La Dolorosa"